# Płakowice (gromada)
Płakowice (od 1 VII 1968 Lwówek Śląski) – dawna gromada, czyli najmniejsza jednostka podziału terytorialnego Polskiej Rzeczypospolitej Ludowej w latach 1954–1972.
Gromady, z gromadzkimi radami narodowymi (GRN) jako organami władzy najniższego stopnia na wsi, funkcjonowały od reformy reorganizującej administrację wiejską przeprowadzonej jesienią 1954 do momentu ich zniesienia z dniem 1 stycznia 1973, tym samym wypierając organizację gminną w latach 1954–1972.
Gromadę Płakowice z siedzibą GRN w Płakowicach (obecnie w granicach Lwówka Śląskiego) utworzono – jako jedną z 8759 gromad na obszarze Polski – w powiecie lwóweckim w woj. wrocławskim, na mocy uchwały nr 21/54 WRN we Wrocławiu z dnia 2 października 1954. W skład jednostki weszły obszary dotychczasowych gromad Płakowice, Pieszków, Dworek i Bielanka ze zniesionej gminy Sobota w tymże powiecie. Dla gromady ustalono 12 członków gromadzkiej rady narodowej.
1 stycznia 1960 z gromady Płakowice wyłączono wsie Dworek, Pieszków i Bielanka, włączając je do gromady Sobota w tymże powiecie; do gromady Płakowice włączono natomiast obszary zniesionych gromad Płóczki Górne i Rakowice Wielkie (bez wsi Kotliska i Rakowice Małe) oraz wieś Mojesz z gromady Pławna tamże. Tego samego dnia przeniesiono też siedzibę GRN gromady Płakowice z Płakowic do Lwówka Śląskiego, zachowując jednak nazwę gromada Płakowice.
1 lipca 1968 gromadę Płakowice zniesiono w związku ze zmianą nazwy jednostki na gromada Lwówek Śląski.